# Record del WTA Tour
Questo è un elenco dei record della Women's Tennis Association (WTA) a partire dal 1973, anno della sua creazione. Alcuni tornei del tour precedente, il Virginia Slims Circuit, sono stati inclusi per maggiore completezza. Il Virgina Slims Circuit ebbe inizio nel 1970 e venne sostituito nel 1973 dal WTA Tour.

## Tornei del Grande Slam

### Singolare (1973–presente)

#### Record delle giocatrici
Giocatrici in attività in grassetto
|    | Titoli              | #  |
| -- | ------------------- | -- |
| 1. | Serena Williams     | 23 |
| 2. | Steffi Graf         | 22 |
| 3. | Chris Evert         | 18 |
| 3. | Martina Navrátilová | 18 |
| 5. | / Monica Seles      | 9  |
| 6. | Justine Henin       | 7  |
| 6. | Venus Williams      | 7  |
| 8. | Martina Hingis      | 5  |
| 8. | Evonne Goolagong    | 5  |
| 8. | Marija Šarapova     | 5  |
| 8. | Iga Świątek         | 5  |

|    | Finali                  | #  |
| -- | ----------------------- | -- |
| 1. | Chris Evert             | 34 |
| 2. | Serena Williams         | 33 |
| 3. | / Martina Navrátilová   | 32 |
| 4. | Steffi Graf             | 31 |
| 5. | Venus Williams          | 16 |
| 6. | / Monica Seles          | 13 |
| 7. | Justine Henin           | 12 |
| 7. | Martina Hingis          | 12 |
| 7. | Arantxa Sánchez Vicario | 12 |
| 7. | Evonne Goolagong        | 12 |

|     | Semifinali              | #  |
| --- | ----------------------- | -- |
| 1.  | Chris Evert             | 52 |
| 2.  | / Martina Navrátilová   | 44 |
| 3.  | Serena Williams         | 38 |
| 4.  | Steffi Graf             | 37 |
| 5.  | Venus Williams          | 23 |
| 6.  | Arantxa Sánchez Vicario | 21 |
| 7.  | Marija Šarapova         | 20 |
| 8.  | Martina Hingis          | 19 |
| 8.  | Evonne Goolagong        | 19 |
| 10. | Monica Seles            | 18 |
| 10. | Lindsay Davenport       | 18 |
| 10. | Gabriela Sabatini       | 18 |

|     | Quarti di finale        | #  |
| --- | ----------------------- | -- |
| 1.  | Chris Evert             | 54 |
| 2.  | Martina Navrátilová     | 53 |
| 3.  | Serena Williams         | 52 |
| 4.  | Steffi Graf             | 42 |
| 5.  | Venus Williams          | 39 |
| 6.  | Arantxa Sánchez Vicario | 35 |
| 7.  | Monica Seles            | 31 |
| 7.  | Lindsay Davenport       | 31 |
| 9.  | Gabriela Sabatini       | 28 |
| 10. | Marija Šarapova         | 25 |

|     | Partite vinte           | #   |
| --- | ----------------------- | --- |
| 1.  | Serena Williams         | 351 |
| 2.  | / Martina Navrátilová   | 306 |
| 3.  | Chris Evert             | 299 |
| 4.  | Steffi Graf             | 278 |
| 5.  | Venus Williams          | 271 |
| 6.  | Arantxa Sánchez Vicario | 210 |
| 7.  | Lindsay Davenport       | 198 |
| 8.  | Marija Šarapova         | 197 |
| 9.  | / Monica Seles          | 180 |
| 10. | Conchita Martínez       | 174 |

#### Strisce consecutive
Strisce ancora attive in grassetto
|    | Titoli              | # |
| -- | ------------------- | - |
| 1. | Martina Navrátilová | 6 |
| 2. | Steffi Graf         | 5 |
| 3. | Steffi Graf         | 4 |
| 3. | Serena Williams     | 4 |
| 3. | Serena Williams     | 4 |
| 6. | Chris Evert         | 3 |
| 6. | Steffi Graf         | 3 |
| 6. | Steffi Graf         | 3 |
| 6. | Steffi Graf         | 3 |
| 6. | / Monica Seles      | 3 |
| 6. | Martina Hingis      | 3 |

|    | Finali                  | #  |
| -- | ----------------------- | -- |
| 1. | Steffi Graf             | 13 |
| 2. | Martina Navrátilová     | 11 |
| 3. | Chris Evert             | 6  |
| 3. | / Monica Seles          | 6  |
| 5. | Steffi Graf             | 5  |
| 5. | Martina Hingis          | 5  |
| 7. | Martina Navrátilová     | 4  |
| 7. | Chris Evert             | 4  |
| 7. | Arantxa Sánchez Vicario | 4  |
| 7. | Serena Williams         | 4  |
| 7. | Venus Williams          | 4  |
| 7. | Justine Henin           | 4  |
| 7. | Serena Williams         | 4  |

|    | Semifinali          | #  |
| -- | ------------------- | -- |
| 1. | Martina Navrátilová | 19 |
| 2. | Steffi Graf         | 15 |
| 3. | Chris Evert         | 11 |
| 3. | Martina Hingis      | 11 |
| 5. | Serena Williams     | 10 |
| 6. | Chris Evert         | 9  |
| 7. | Chris Evert         | 7  |
| 8. | Steffi Graf         | 6  |
| 8. | Serena Williams     | 6  |
| 8. | / Monica Seles      | 6  |

|    | Quarti di finale    | #  |
| -- | ------------------- | -- |
| 1. | Steffi Graf         | 19 |
| 2. | Martina Navrátilová | 18 |
| 3. | Gabriela Sabatini   | 15 |
| 4. | Chris Evert         | 11 |
| 4. | Martina Hingis      | 11 |
| 6. | Lindsay Davenport   | 10 |
| 6. | Serena Williams     | 10 |
| 8. | Martina Navrátilová | 9  |
| 8. | Chris Evert         | 9  |
| 8. | Steffi Graf         | 9  |
| 8. | Serena Williams     | 9  |

|     | Partite vinte       | #  |
| --- | ------------------- | -- |
| 1.  | Martina Navrátilová | 45 |
| 2.  | Steffi Graf         | 40 |
| 3.  | Steffi Graf         | 33 |
| 3.  | Serena Williams     | 33 |
| 3.  | Serena Williams     | 33 |
| 6.  | Steffi Graf         | 27 |
| 6.  | / Monica Seles      | 27 |
| 8.  | Martina Hingis      | 26 |
| 8.  | Steffi Graf         | 26 |
| 10. | Steffi Graf         | 21 |

#### Partite vinte per torneo dello Slam
|     | Australian Open         | #  |
| --- | ----------------------- | -- |
| 1.  | Serena Williams         | 86 |
| 2.  | Marija Šarapova         | 57 |
| 3.  | Lindsay Davenport       | 56 |
| 4.  | Venus Williams          | 54 |
| 5.  | Martina Hingis          | 52 |
| 6.  | Steffi Graf             | 47 |
| 7.  | Martina Navrátilová     | 46 |
| 8.  | Monica Seles            | 43 |
| 8.  | Kim Clijsters           | 43 |
| 10. | Arantxa Sánchez Vicario | 41 |

|     | Roland Garros           | #  |
| --- | ----------------------- | -- |
| 1.  | Steffi Graf             | 84 |
| 2.  | Chris Evert             | 72 |
| 2.  | Arantxa Sánchez Vicario | 72 |
| 4.  | Serena Williams         | 65 |
| 5.  | Conchita Martínez       | 62 |
| 6.  | Marija Šarapova         | 56 |
| 7.  | Monica Seles            | 54 |
| 8.  | Svetlana Kuznecova      | 52 |
| 9.  | Martina Navrátilová     | 51 |
| 10. | Venus Williams          | 48 |

|    | Wimbledon           | #   |
| -- | ------------------- | --- |
| 1. | Martina Navrátilová | 120 |
| 2. | Serena Williams     | 98  |
| 3. | Chris Evert         | 96  |
| 4. | Venus Williams      | 90  |
| 5. | Steffi Graf         | 74  |
| 6. | Jana Novotná        | 50  |
| 7. | Lindsay Davenport   | 49  |
| 8. | Marija Šarapova     | 46  |
| 9. | Gabriela Sabatini   | 42  |
| 9. | Virginia Wade       | 42  |

|     | US Open                 | #   |
| --- | ----------------------- | --- |
| 1.  | Chris Evert             | 101 |
| 1.  | Serena Williams         | 101 |
| 3.  | Martina Navrátilová     | 89  |
| 4.  | Venus Williams          | 79  |
| 5.  | Steffi Graf             | 73  |
| 6.  | Lindsay Davenport       | 62  |
| 7.  | Arantxa Sánchez Vicario | 56  |
| 8.  | Monica Seles            | 53  |
| 9.  | Gabriela Sabatini       | 51  |
| 10. | Zina Garrison           | 46  |

#### Percentuali di vittorie

##### Tutti i tornei dello Slam
|                      | Partite               | %*    | V–S    |
| -------------------- | --------------------- | ----- | ------ |
| 1.                   | Steffi Graf           | 89.68 | 278–32 |
| 2.                   | Chris Evert           | 88.99 | 299–37 |
| 3.                   | Serena Williams       | 87.53 | 351–50 |
| 4.                   | / Martina Navrátilová | 86.20 | 306–49 |
| 5.                   | / Monica Seles        | 85.31 | 180–31 |
| 6.                   | Justine Henin         | 83.43 | 141–28 |
| 7.                   | Martina Hingis        | 82.70 | 153–32 |
| 8.                   | Billie Jean King      | 82.60 | 95–22  |
| 9.                   | Kim Clijsters         | 81.09 | 133–31 |
| 10.                  | Lindsay Davenport     | 79.84 | 198–51 |
| * minimo 90 vittorie |                       |       |        |

|                   | Finali                | %*    | V–S   |
| ----------------- | --------------------- | ----- | ----- |
| 1.                | Steffi Graf           | 70.97 | 22–9  |
| 2.                | Serena Williams       | 69.70 | 23–10 |
| 3.                | / Monica Seles        | 69.23 | 9–4   |
| 4.                | Justine Henin         | 58.33 | 7–5   |
| 5.                | / Martina Navrátilová | 56.25 | 18–14 |
| 6.                | Chris Evert           | 52.94 | 18–16 |
| 7.                | Marija Šarapova       | 50.00 | 5–5   |
| 8.                | Venus Williams        | 43.75 | 7–9   |
| 9.                | Evonne Goolagong      | 41.67 | 5–7   |
| 9.                | Martina Hingis        | 41.67 | 5–7   |
| * minimo 5 titoli |                       |       |       |

##### Singolo torneo dello Slam
|                        | Australian Open       | % *   | V–S   |
| ---------------------- | --------------------- | ----- | ----- |
| 1.                     | / Monica Seles        | 91.49 | 43–4  |
| 2.                     | Steffi Graf           | 88.67 | 47–6  |
| 3.                     | Chris Evert           | 88.23 | 30–4  |
| 4.                     | Martina Hingis        | 88.13 | 52–7  |
| 5.                     | Serena Williams       | 87.76 | 86–12 |
| 6.                     | / Martina Navrátilová | 86.79 | 46–7  |
| 7.                     | Kim Clijsters         | 82.69 | 43–9  |
| 8.                     | Justine Henin         | 82.60 | 38–8  |
| 9.                     | Evonne Goolagong      | 81.25 | 39–9  |
| 10.                    | Lindsay Davenport     | 81.15 | 56–13 |
| * = minimo 30 vittorie |                       |       |       |

|                        | Roland Garros           | % *   | V–S   |
| ---------------------- | ----------------------- | ----- | ----- |
| 1.                     | Chris Evert             | 92.31 | 72–6  |
| 2.                     | Steffi Graf             | 89.36 | 84–10 |
| 3.                     | Justine Henin           | 88.37 | 38–5  |
| 4.                     | / Monica Seles          | 87.10 | 54–8  |
| 5.                     | Arantxa Sánchez Vicario | 84.70 | 72–13 |
| 6.                     | Serena Williams         | 83.33 | 65–13 |
| 7.                     | Marija Šarapova         | 82.35 | 56–12 |
| 8.                     | / Martina Navrátilová   | 82.25 | 51–11 |
| 9.                     | Jennifer Capriati       | 79.59 | 39–10 |
| 10.                    | Svetlana Kuznecova      | 76.47 | 52–16 |
| * = minimo 30 vittorie |                         |       |       |

|                        | Wimbledon             | % *   | V–S    |
| ---------------------- | --------------------- | ----- | ------ |
| 1.                     | Steffi Graf           | 91.36 | 74–7   |
| 2.                     | / Martina Navrátilová | 89.55 | 120–14 |
| 3.                     | Serena Williams       | 89.09 | 98–12  |
| 4.                     | Chris Evert           | 86.23 | 96–15  |
| 5.                     | Venus Williams        | 83.33 | 90–18  |
| 5.                     | Evonne Goolagong      | 83.33 | 40–8   |
| 5.                     | Billie Jean King      | 83.33 | 30–6   |
| 8.                     | Lindsay Davenport     | 81.67 | 49–11  |
| 9.                     | Jana Novotná          | 79.36 | 50–13  |
| 10.                    | Gabriela Sabatini     | 79.25 | 42–11  |
| * = minimo 30 vittorie |                       |       |        |

|                        | US Open               | % *   | V–S    |
| ---------------------- | --------------------- | ----- | ------ |
| 1.                     | Chris Evert           | 89.38 | 101–12 |
| 2.                     | Steffi Graf           | 89.02 | 73–9   |
| 3.                     | Serena Williams       | 88.60 | 101–13 |
| 4.                     | Tracy Austin          | 88.57 | 31–4   |
| 5.                     | Kim Clijsters         | 86.36 | 38–6   |
| 6.                     | / Monica Seles        | 84.12 | 53–10  |
| 7.                     | / Martina Navrátilová | 83.96 | 89–17  |
| 8.                     | Billie Jean King      | 83.33 | 30–6   |
| 8.                     | Justine Henin         | 83.33 | 35–7   |
| 10.                    | Venus Williams        | 81.44 | 79–18  |
| * = minimo 30 vittorie |                       |       |        |

- Nota: giocatrici in attività[1] in grassetto.
- Nota: Le carriere di Billie Jean King e Evonne Goolagong sono cominciate prima della creazione della WTA e sono continuate successivamente. Le loro statistiche riguardanti i tornei dello Slam sono superiori rispetto a quelle di alcune delle giocatrici incluse in queste tabelle.

## Record WTA

### Singolare (1973–presente)

#### Titoli e finali WTA
|     | Titoli                | #   |
| --- | --------------------- | --- |
| 1.  | / Martina Navrátilová | 167 |
| 2.  | Chris Evert           | 157 |
| 3.  | Steffi Graf           | 107 |
| 4.  | Serena Williams       | 73  |
| 5.  | Lindsay Davenport     | 55  |
| 6.  | / Monica Seles        | 53  |
| 7.  | Venus Williams        | 49  |
| 8.  | Martina Hingis        | 43  |
| 8.  | Justine Henin         | 43  |
| 10. | Evonne Goolagong      | 42  |

|    | Titoli (in attività)        | #  |
| -- | --------------------------- | -- |
| 1. | Venus Williams              | 49 |
| 2. | Petra Kvitová               | 31 |
| 3. | Caroline Wozniacki          | 30 |
| 4. | Simona Halep 🇵🇱 Iga Swiatek | 24 |
|    |                             |    |
| 5  | Viktoryja Azaranka          | 21 |
| 7. | 🇧🇾Aryna Sabalenka           | 20 |
| 8. | Elina Svitolina             | 17 |
| 8. | Karolína Plíšková           | 17 |
|    |                             |    |
|    |                             |    |

|     | Finali                  | #   |
| --- | ----------------------- | --- |
| 1.  | / Martina Navrátilová   | 239 |
| 2.  | Chris Evert             | 226 |
| 3.  | Steffi Graf             | 138 |
| 4.  | Serena Williams         | 97  |
| 5.  | Lindsay Davenport       | 93  |
| 6.  | / Monica Seles          | 85  |
| 7.  | Venus Williams          | 83  |
| 8.  | Arantxa Sánchez Vicario | 77  |
| 9.  | Martina Hingis          | 68  |
| 10. | Justine Henin           | 61  |

|     | Finali (in attività) | #  |
| --- | -------------------- | -- |
| 1.  | Venus Williams       | 83 |
| 2.  | Caroline Wozniacki   | 55 |
| 3.  | Svetlana Kuznecova   | 42 |
| 3.  | Simona Halep         | 42 |
| 3.  | Petra Kvitová        | 42 |
| 6.  | Viktoryja Azaranka   | 41 |
| 7.  | Karolína Plíšková    | 33 |
| 8.  | Angelique Kerber     | 32 |
| 9.  | Vera Zvonareva       | 30 |
| 10. | Aryna Sabalenka      | 27 |

#### Titoli vinti nello stesso anno
|    | Vincitrice          | Anno | #  |
| -- | ------------------- | ---- | -- |
| 1. | Margaret Court      | 1973 | 18 |
| 2. | Chris Evert         | 1974 | 16 |
| 2. | Chris Evert         | 1975 | 16 |
| 2. | Martina Navrátilová | 1983 | 16 |
| 5. | Martina Navrátilová | 1982 | 15 |
| 6. | Steffi Graf         | 1989 | 14 |
| 6. | Martina Navrátilová | 1986 | 14 |
| 8. | Martina Navrátilová | 1984 | 13 |
| 9. | Chris Evert         | 1976 | 12 |
| 9. | Martina Navrátilová | 1985 | 12 |

#### Titoli consecutivi
- Giocatrici ancora in attività[1] in grassetto

|    | Vittorie consecutive | Anni    | #  |
| -- | -------------------- | ------- | -- |
| 1. | Martina Navrátilová  | 1984    | 13 |
| 2. | Margaret Court       | 1972–73 | 12 |
| 3. | Steffi Graf          | 1989–90 | 11 |
| 4. | Chris Evert          | 1974    | 10 |
| 5. | Martina Navrátilová  | 1986    | 9  |
| 5. | Margaret Court       | 1970    | 9  |
| 7. | Steffi Graf          | 1988    | 8  |
| 7. | Martina Navrátilová  | 1983    | 8  |

|    | Almeno una vittoria all'anno | Anni    | #  |
| -- | ---------------------------- | ------- | -- |
| 1. | / Martina Navrátilová        | 1974–94 | 21 |
| 2. | Chris Evert                  | 1971–88 | 18 |
| 3. | Steffi Graf                  | 1986–99 | 14 |
| 4. | Marija Šarapova              | 2003–15 | 13 |
| 5. | Evonne Goolagong             | 1970–80 | 11 |
| 5. | Virginia Wade                | 1968–78 | 11 |
| 5. | Serena Williams              | 2007–17 | 11 |
| 5. | Caroline Wozniacki           | 2008–18 | 11 |
| 9. | Sandra Cecchini              | 1984–92 | 9  |
| 9. | Lindsay Davenport            | 1993–01 | 9  |
| 9. | Conchita Martínez            | 1988–96 | 9  |
| 9. | Arantxa Sánchez Vicario      | 1988–96 | 9  |
| 9. | Amélie Mauresmo              | 1999–07 | 9  |
| 9. | Kim Clijsters                | 1999–07 | 9  |
| 9. | Margaret Court               | 1968–76 | 9  |
| 9. | Petra Kvitová                | 2011–19 | 9  |

Fonti: Fatta eccezione per le informazioni sulle giocatrici ancora in attività, la fonte per l'elenco generale è la '2015 Sony Ericsson WTA Tour Official Guide'. Margaret Court e Virginia Wade hanno cominciato la loro carriera ed hanno vinto titoli molto tempo prima che cominciasse l'era open nel 1968. Pertanto le statistiche summenzionate riflettono solo parte delle loro carriere.

#### Partite vinte e percentuali di vittorie

##### Tutte le superfici
Si tengono in considerazione le giocatrici che hanno vinto più di 500 incontri nel circuito professionistico.
|     | Vinte                   | #    |
| --- | ----------------------- | ---- |
| 1.  | Martina Navrátilová     | 1442 |
| 2.  | Chris Evert             | 1309 |
| 3.  | Steffi Graf             | 902  |
| 4.  | Virginia Wade           | 839  |
| 5.  | Serena Williams         | 834  |
| 6.  | Venus Williams          | 811  |
| 7.  | Arantxa Sánchez Vicario | 759  |
| 8.  | Lindsay Davenport       | 753  |
| 9.  | Conchita Martínez       | 739  |
| 10. | Evonne Goolagong        | 695  |
| 10. | Billie Jean King        | 695  |

|     | Vinte (in attività) | #   |
| --- | ------------------- | --- |
| 1.  | Venus Williams      | 812 |
| 2.  | Angelique Kerber    | 673 |
| 3.  | Aratxa Rus          | 672 |
| 4.  | Svetlana Kuznecova  | 670 |
| 5.  | Sara Errani         | 670 |
| 6.  | Tatjana Maria       | 639 |
| 7.  | Petra Kvitova       | 633 |
| 8.  | Caroline Wozniacki  | 633 |
| 9.  | Karolina Pliskova   | 631 |
| 10. | Varvara Lepchenko   | 626 |
| 11. | Viktoria Azarenka   | 599 |

|     | Vittorie%             | V–S      | %     |
| --- | --------------------- | -------- | ----- |
| 1.  | Margaret Court        | 593–56   | 91,37 |
| 2.  | Chris Evert           | 1309–146 | 89,97 |
| 3.  | Steffi Graf           | 902–115  | 88,69 |
| 4.  | / Martina Navrátilová | 1442–219 | 86,81 |
| 5.  | Serena Williams       | 834-144  | 85,28 |
| 6.  | / Monica Seles        | 595–122  | 82,98 |
| 7.  | Justine Henin         | 527–116  | 81,96 |
| 8.  | Billie Jean King      | 695-155  | 81,76 |
| 9.  | Evonne Goolagong      | 695-158  | 81,48 |
| 10. | Kim Clijsters         | 523-127  | 80,47 |

##### Per superficie
- Nota che le cifre sottostanti rappresentano le percentuali di vittorie in carriera di giocatrici che si sono ritirate così come di giocatrici ancora in attività[1](in grassetto). Pertanto le percentuali di queste ultime non sono definitive e possono cambiare.

|                         | Terra rossa           | % *   | V–S    |
| ----------------------- | --------------------- | ----- | ------ |
| 1.                      | Chris Evert           | 93.98 | 312–20 |
| 2.                      | Steffi Graf           | 90.10 | 273–30 |
| 3.                      | Justine Henin         | 85.53 | 130–22 |
| 4.                      | / Monica Seles        | 85.03 | 142–25 |
| 5.                      | Serena Williams       | 83.17 | 173–35 |
| 6.                      | Marija Šarapova       | 82.38 | 159–34 |
| 7.                      | / Martina Navrátilová | 81.38 | 201–46 |
| 8.                      | Martina Hingis        | 81.34 | 109–25 |
| 9.                      | Gabriela Sabatini     | 80.00 | 196–49 |
| 10.                     | Lindsay Davenport     | 77.42 | 120–35 |
| * = minimo 100 vittorie |                       |       |        |

|                         | Cemento               | % *   | V–S     |
| ----------------------- | --------------------- | ----- | ------- |
| 1.                      | Steffi Graf           | 90.30 | 335–36  |
| 2.                      | Chris Evert           | 89.21 | 306–37  |
| 3.                      | / Martina Navrátilová | 87.89 | 341–47  |
| 4.                      | Serena Williams       | 85.64 | 501–84  |
| 5.                      | / Monica Seles        | 83.87 | 312–60  |
| 6.                      | Kim Clijsters         | 82.46 | 315–67  |
| 7.                      | Justine Henin         | 81.91 | 249–55  |
| 8.                      | Lindsay Davenport     | 80.00 | 464–116 |
| 9.                      | Martina Hingis        | 79.23 | 290–76  |
| 10.                     | Marija Šarapova       | 78.49 | 387–106 |
| * = minimo 200 vittorie |                       |       |         |

|                        | Erba                  | % *   | V–S    |
| ---------------------- | --------------------- | ----- | ------ |
| 1.                     | / Martina Navrátilová | 88.70 | 306–39 |
| 2.                     | Serena Williams       | 88.42 | 107–14 |
| 3.                     | Chris Evert           | 88.10 | 185–25 |
| 4.                     | Steffi Graf           | 85.00 | 85–15  |
| 5.                     | Justine Henin         | 82.81 | 53–11  |
| 6.                     | Venus Williams        | 81.66 | 98–26  |
| 7.                     | Marija Šarapova       | 79.80 | 83–21  |
| 8.                     | Jana Novotná          | 79.00 | 79–21  |
| 9.                     | Tracy Austin          | 78.18 | 43–12  |
| 10.                    | Kim Clijsters         | 77.78 | 56–16  |
| * = minimo 40 vittorie |                       |       |        |

|                        | Sintetico             | % *   | V–S    |
| ---------------------- | --------------------- | ----- | ------ |
| 1.                     | / Martina Navrátilová | 89.88 | 515–58 |
| 2.                     | Steffi Graf           | 89.15 | 189–23 |
| 3.                     | Chris Evert           | 83.87 | 208–40 |
| 4.                     | Martina Hingis        | 80.83 | 97–23  |
| 5.                     | Lindsay Davenport     | 79.53 | 101–26 |
| 6.                     | / Monica Seles        | 79.51 | 97–25  |
| 7.                     | Tracy Austin          | 77.98 | 85–24  |
| 8.                     | Kim Clijsters         | 77.42 | 48–14  |
| 9.                     | Venus Williams        | 75.36 | 52–17  |
| 10.                    | / Hana Mandlíková     | 73.75 | 118–42 |
| * = minimo 40 vittorie |                       |       |        |

##### Percentuali di vittorie in una singola stagione
|                | Giocatrice          | Anno | V–S*  | %     |
| -------------- | ------------------- | ---- | ----- | ----- |
| 1.             | Martina Navrátilová | 1983 | 86–1  | 98.85 |
| 2.             | Steffi Graf         | 1989 | 86–2  | 97.73 |
| 3.             | Martina Navrátilová | 1984 | 78–2  | 97.50 |
| 4.             | Steffi Graf         | 1987 | 75–2  | 97.40 |
| 5.             | Martina Navrátilová | 1982 | 90–3  | 96.77 |
| 6.             | Martina Navrátilová | 1986 | 89–3  | 96.73 |
| 7.             | Steffi Graf         | 1988 | 72–3  | 96.00 |
| 8.             | Margaret Court      | 1973 | 102–5 | 95.32 |
| 9.             | Serena Williams     | 2013 | 78–4  | 95.12 |
| 10.            | Chris Evert         | 1978 | 56–3  | 94.92 |
| * 50+ vittorie |                     |      |       |       |

#### Strisce vincenti
|     | Giocatrice          | Vittorie     |
| --- | ------------------- | ------------ |
| 1.  | Martina Navrátilová | 74 (1984)    |
| 2.  | Steffi Graf         | 66 (1989–90) |
| 3.  | Martina Navrátilová | 58 (1986–87) |
| 4.  | Chris Evert         | 56 (1974)    |
| 5.  | Martina Navrátilová | 54 (1983–84) |
| 6.  | Steffi Graf         | 46 (1988)    |
| 7.  | Steffi Graf         | 45 (1987)    |
| 8.  | Martina Navrátilová | 41 (1982)    |
| 9.  | Martina Navrátilová | 39 (1982–83) |
| 10. | Martina Navrátilová | 38 (1977–78) |
| 11. | Martina Hingis      | 37 (1997)    |
| 11. | Iga Świątek         | 37 (2022)    |
| 13. | Monica Seles        | 36 (1990)    |
| 13. | Steffi Graf         | 36 (1993–94) |
| 15. | Venus Williams      | 35 (2000)    |
| 16. | Chris Evert         | 34 (1981)    |
| 16. | Martina Navrátilová | 34 (1985–86) |
| 16. | Monica Seles        | 34 (1992–93) |
| 16. | Serena Williams     | 34 (2013)    |
| 20. | Chris Evert         | 33 (1975–76) |

#### Tour Year End Championships
|    | Titoli              | # | Anni                                         |
| -- | ------------------- | - | -------------------------------------------- |
| 1. | Martina Navrátilová | 8 | 1978, 1979, 1981, 1983, 1984, 1985, 1986 (2) |
| 2. | Steffi Graf         | 5 | 1987, 1989, 1993, 1995, 1996                 |
| 2. | Serena Williams     | 5 | 2001, 2009, 2012, 2013, 2014                 |
| 4. | Chris Evert         | 4 | 1972, 1973, 1975, 1977                       |
| 5. | Monica Seles        | 3 | 1990, 1991, 1992                             |
| 5. | Kim Clijsters       | 3 | 2002, 2003, 2010                             |

|    | Finali              | #  |
| -- | ------------------- | -- |
| 1. | Martina Navrátilová | 14 |
| 2. | Chris Evert         | 8  |
| 3. | Serena Williams     | 7  |
| 4. | Steffi Graf         | 6  |
| 5. | Monica Seles        | 4  |
| 5. | Gabriela Sabatini   | 4  |
| 5. | Martina Hingis      | 4  |
| 5. | Lindsay Davenport   | 4  |

|    | Semifinali          | #  |
| -- | ------------------- | -- |
| 1. | Martina Navrátilová | 16 |
| 2. | Chris Evert         | 9  |
| 3. | Steffi Graf         | 9  |
| 4. | Gabriela Sabatini   | 7  |
| 4. | Serena Williams     | 7  |

|    | Presenze                | #  |
| -- | ----------------------- | -- |
| 1. | Martina Navrátilová     | 21 |
| 2. | Chris Evert             | 13 |
| 2. | Steffi Graf             | 13 |
| 2. | Arantxa Sánchez Vicario | 13 |
| 5. | Zina Garrison           | 12 |

|    | Partite vinte       | #  |
| -- | ------------------- | -- |
| 1. | Martina Navrátilová | 60 |
| 2. | Chris Evert         | 34 |
| 3. | Steffi Graf         | 31 |
| 4. | Serena Williams     | 30 |
| 5. | Gabriela Sabatini   | 21 |
| 5. | Marija Šarapova     | 21 |

|                       | Vittorie %          |       | V–S * |
| --------------------- | ------------------- | ----- | ----- |
| 1.                    | Serena Williams     | 83.33 | 30–6  |
| 2.                    | Steffi Graf         | 81.57 | 31–7  |
| 3.                    | Martina Navrátilová | 81.08 | 60–14 |
| 4.                    | Chris Evert         | 79.07 | 34–9  |
| 5.                    | Monica Seles        | 75.00 | 18–6  |
| * = minimo 20 partite |                     |       |       |

| Senza perdere un set | Anno       |
| -------------------- | ---------- |
| Martina Navrátilová  | 1984, 1985 |
| Serena Williams      | 2001, 2012 |
| Gabriela Sabatini    | 1988       |
| Kim Clijsters        | 2002       |

#### Classifica WTA (dal 1973)
aggiornata al 21 giugno 2023.
|     | Settimane al numero 1 | #   |
| --- | --------------------- | --- |
| 1.  | Steffi Graf           | 377 |
| 2.  | Martina Navrátilová   | 332 |
| 3.  | Serena Williams       | 319 |
| 4.  | Chris Evert           | 260 |
| 5.  | Martina Hingis        | 209 |
| 6.  | / Monica Seles        | 178 |
| 7.  | Ashleigh Barty        | 121 |
| 8.  | Justine Henin         | 117 |
| 9.  | Iga Świątek           | 100 |
| 10. | Lindsay Davenport     | 98  |

|     | Consecutive         | #   |
| --- | ------------------- | --- |
| 1.  | Serena Williams     | 186 |
| 1.  | Steffi Graf         | 186 |
| 3.  | Martina Navrátilová | 156 |
| 4.  | Ashleigh Barty      | 114 |
| 5.  | Chris Evert         | 113 |
| 6.  | / Monica Seles      | 91  |
| 7.  | Martina Navrátilová | 90  |
| 8.  | Steffi Graf         | 87  |
| 9.  | Martina Hingis      | 80  |
| 10. | Chris Evert         | 76  |

|     | Fine anno al numero 1 | # |
| --- | --------------------- | - |
| 1.  | Steffi Graf           | 8 |
| 2.  | Martina Navrátilová   | 7 |
| 3.  | Chris Evert           | 5 |
| 3.  | Serena Williams       | 5 |
| 5.  | Lindsay Davenport     | 4 |
| 6.  | Justine Henin         | 3 |
| 6.  | Martina Hingis        | 3 |
| 6.  | / Monica Seles        | 3 |
| 6.  | Ashleigh Barty        | 3 |
| 10. | Caroline Wozniacki    | 2 |
| 10. | Iga Świątek           | 2 |
| 10. | Simona Halep          | 2 |

#### Maggior numero di vittorie sulle numero 1
Questa tabella elenca le giocatrici con il maggior numero di vittorie sulle numero 1 dall'introduzione della classifica informatizzata avvenuta il 3 novembre 1975.
|    | Giocatrice            | #  |
| -- | --------------------- | -- |
| 1. | / Martina Navrátilová | 18 |
| 2. | Serena Williams       | 17 |
| 3. | Lindsay Davenport     | 15 |
| 3. | Venus Williams        | 15 |
| 5. | Steffi Graf           | 11 |
| 6. | Gabriela Sabatini     | 10 |
| 7. | Tracy Austin          | 9  |
| 7. | Chris Evert           | 9  |

##### Giocatrici con le più basse posizioni in classifica a sconfiggere le numero 1
Questa tabella elenca le giocatrici con le più basse posizioni in classifica a sconfiggere le numero 1 dall'introduzione della classifica informatizzata avvenuta il 3 novembre 1975. (Le partite in cui le numero 1 si sono ritirate non sono incluse.)
| Posizione | Giocatrice          | Numero 1 sconfitta | Evento                       |
| --------- | ------------------- | ------------------ | ---------------------------- |
| 226       | Zhang Shuai         | Dinara Safina      | Beijing 2009 (2T)            |
| 188       | Julie Coin          | Ana Ivanović       | US Open 2008 (2T)            |
| 164       | Markéta Vondroušová | Aryna Sabalenka    | WTA 500 di Berlino 2025 (SF) |
| 133       | Zheng Jie           | Ana Ivanović       | Wimbledon 2008 (3T)          |
| 133       | Kim Clijsters       | Lindsay Davenport  | Indian Wells 2005 (F)        |
| 132       | Chang Kai-chen      | Dinara Safina      | Tokyo 2009 (2T)              |

Fonte: 2015 WTA Media Guide, redatta dal Sony Ericsson WTA Tour, pagina 180.

### Doppio (1973–presente)

#### Titoli vinti
|     | All-time                 | Titoli |
| --- | ------------------------ | ------ |
| 1.  | / Martina Navrátilová    | 177    |
| 2.  | Rosemary Casals          | 112    |
| 3.  | Pam Shriver              | 106    |
| 4.  | Billie Jean King         | 101    |
| 5.  | / Nataša Zvereva         | 80     |
| 6.  | Lisa Raymond             | 79     |
| 7.  | Jana Novotná             | 76     |
| 8.  | Arantxa Sánchez Vicario  | 69     |
| 8.  | Gigi Fernández           | 69     |
| 8.  | Helena Suková            | 69     |
| 11. | Larisa Savchenko Neiland | 66     |
| 12. | Martina Hingis           | 64     |
| 13. | Rennae Stubbs            | 60     |
| 13. | Cara Black               | 60     |
| 15. | Wendy Turnbull           | 55     |

|    | In attività              | Titoli |
| -- | ------------------------ | ------ |
| 1  | Hsieh Su-wei             | 35     |
| 2  | Latisha Chan             | 33     |
| 3  | Sara Errani              | 34     |
| 4  | Bethanie Mattek-Sands    | 30     |
| 5  | Kristina Mladenovic      | 28     |
| 5  | Kateřina Siniaková       | 28     |
| 7  | Tímea Babos              | 25     |
| 8  | Chan Hao-ching           | 21     |
| 8  | Elise Mertens            | 21     |
| 10 | Shuko Aoyama             | 20     |
| 11 | Barbora Krejčíková       | 19     |
| 11 | Demi Schuurs             | 19     |
| 13 | Gabriela Dabrowski       | 16     |
| 13 | Vera Zvonareva           | 16     |
| 15 | Nicole Melichar-Martinez | 15     |
| 15 | Laura Siegemund          | 15     |

## Varie

### Vincitrici più giovani di un titolo in singolare
Nella tabella seguente, è indicato solo il primo torneo vinto dalle giocatrici presenti nell'elenco. 
1. Tracy Austin: 14 anni, 0 mesi, 28 giorni (1977 Portland)
2. Kathy Rinaldi: 14 anni, 6 mesi, 24 giorni (1981 Kyoto)
3. Jennifer Capriati: 14 anni, 6 mesi, 29 giorni (1990 Puerto Rico)
4. Andrea Jaeger: 14 anni, 7 mesi, 14 giorni (1980 Las Vegas)
5. Mirjana Lučić-Baroni: 15 anni, 1 mese, 25 giorni (1997 Bol)
6. Nicole Vaidišová: 15 anni, 3 mesi, 23 giorni (2004 Vancouver)
7. Monica Seles: 15 anni, 4 mesi, 29 giorni (1989 Houston)
8. Gabriela Sabatini: 15 anni, 5 mesi, 2 giorni (1985 Tokyo)
9. Cori Gauff: 15 anni, 7 mesi, 0 giorni (2019 Linz)
10. Anke Huber: 15 anni, 8 mesi, 22 giorni (1990 Schenecta)

### Vincitrici più anziane di un titolo in singolare
Nella tabella seguente, è indicato solo l'ultimo torneo vinto dalle giocatrici presenti nell'elenco. Ad esempio, Martina Navrátilová ha vinto molti altri tornei tra i 33 e i 37 anni.
1. Billie Jean King: 39 anni, 7 mesi, 23 giorni (1983 Birmingham)
2. Serena Williams: 38 anni, 3 mesi, 17 giorni (2020 Auckland)
3. Kimiko Date-Krumm: 38 anni, 11 mesi, 30 giorni (2009 Seoul)
4. Martina Navrátilová: 37 anni, 4 mesi, 2 giorni (1994 Paris Indoors)
5. Francesca Schiavone, 36 anni, 9 mesi, 23 giorni (2017 Bogotá)
6. Venus Williams: 35 anni, 7 mesi, 28 giorni (2016 Taiwan)
7. Helga Niessen Mathoff: 35 anni, 5 mesi, 1 giorno (1977 Montecarlo)
8. Marie Pinterova: 35 anni, 2 mesi, 3 giorni (1981 Tokyo)
9. Maria Bueno: 34 anni, 11 mesi, 22 giorni (1974 Tokyo)
10. Helga Schultze: 34 anni, 5 mesi, 6 giorni (1974 Gstaad)

### Servizio più veloce
I dati sono stati raccolti a partire dal 1989. Per ogni giocatrice, è stato inserito solamente il servizio più veloce.
1. Sabine Lisicki - 210,8 km/h (Stanford, 2014)
2. Venus Williams - 207,6 km/h (US Open, 2007)
3. Serena Williams - 207 km/h (Australian Open, 2013)
4. Cori Gauff - 206 km/h (US Open, 2022)
5. Julia Görges - 203 km/h (Open di Francia, 2012)
6. Brenda Schultz - 202,7 km/h (Indian Wells, 2007)
7. Nadežda Kičenok - 202 km/h (Australian Open, 2014)
8. Lucie Hradecká - 201,2 km/h (Wimbledon, 2015)
9. Anna-Lena Grönefeld - 201,1 km/h (Indian Wells, 2009)
10. Ana Ivanović - 201 km/h (Open di Francia, 2007)

### Tie-break più lungo
Il 18 gennaio 2024 si è svolto l'incontro con il tie-break più lungo della storia del tennis durante il secondo turno dell'Australian Open fra la russa Anna Blinkova e la kazaka Elena Rybakina che hanno terminato l'incontro, finito nei primi due set per 6–4, 4–6, al tie-break del terzo set per 7–6(22–20) stabilendo il record nei Grand Slam.

## Premi in denaro
- Top 15 Career money leaders al 1º gennaio 2021:

|     | All-time            | Premi in denaro |
| --- | ------------------- | --------------- |
| 1.  | Serena Williams     | 94 518 971 $    |
| 2.  | Venus Williams      | 42 406 778 $    |
| 3.  | Simona Halep        | 40 203 437 $    |
| 4.  | Marija Šarapova     | 38 777 962 $    |
| 5.  | Petra Kvitová       | 36 660 969 $    |
| 6.  | Viktoryja Azaranka  | 36 044 020 $    |
| 7.  | Caroline Wozniacki  | 35 233 415 $    |
| 8.  | Angelique Kerber    | 31 886 468 $    |
| 9.  | Agnieszka Radwańska | 27 683 807 $    |
| 10. | Svetlana Kuznecova  | 25 816 890 $    |
| 11. | Karolína Plíšková   | 25 042 076 $    |
| 12. | Martina Hingis      | 24 749 074 $    |
| 13. | Kim Clijsters       | 24 522 695 $    |
| 14. | Garbiñe Muguruza    | 24 813 379 $    |
| 15. | Ashleigh Barty      | 23 829 070 $    |

|     | In attività        | Premi in denaro |
| --- | ------------------ | --------------- |
| 1.  | Venus Williams     | 42 406 778 $    |
| 2.  | Simona Halep       | 40 203 437 $    |
| 3.  | Petra Kvitová      | 36 660 969 $    |
| 4.  | Viktoryja Azaranka | 36 044 020 $    |
| 5.  | Angelique Kerber   | 31 886 468 $    |
| 6.  | Svetlana Kuznecova | 25 816 890 $    |
| 7.  | Karolína Plíšková  | 25 042 076 $    |
| 8.  | Garbiñe Muguruza   | 24 813 379 $    |
| 9.  | Elina Svitolina    | 21 887 554 $    |
| 10. | Naomi Ōsaka        | 21 177 252 $    |
| 11. | Iga Świątek        | 19 154 913 $    |
| 12. | Sloane Stephens    | 17 663 140 $    |
| 13. | Aryna Sabalenka    | 17 105 373 $    |
| 14. | Caroline Garcia    | 16 001 729 $    |
| 15. | Madison Keys       | 15 931 937 $    |

|     | Singola stagione    | Premi in denaro | Anno |
| --- | ------------------- | --------------- | ---- |
| 1.  | Serena Williams     | 12 385 572 $    | 2013 |
| 2.  | Ashleigh Barty      | 11 307 587 $    | 2019 |
| 3.  | Serena Williams (2) | 10 582 642 $    | 2015 |
| 4.  | Angelique Kerber    | 10 136 615 $    | 2016 |
| 5.  | Iga Świątek         | 9 875 525 $     | 2022 |
| 6.  | Serena Williams (3) | 9 317 298 $     | 2014 |
| 7.  | Viktoryja Azaranka  | 7 923 920 $     | 2012 |
| 8.  | Serena Williams (4) | 7 675 030 $     | 2016 |
| 9.  | Simona Halep        | 7 409 564 $     | 2018 |
| 10. | Serena Williams (5) | 7 045 975 $     | 2012 |
| 11. | Simona Halep (2)    | 6 962 442 $     | 2019 |
| 12. | Naomi Ōsaka         | 6 788 282 $     | 2019 |
| 13. | Caroline Wozniacki  | 6 657 719 $     | 2018 |
| 14. | Serena Williams (6) | 6 545 586 $     | 2009 |
| 15. | Marija Šarapova     | 6 508 296 $     | 2012 |

- al 21 giugno 2023:
  - 494 giocatrici hanno guadagnato almeno 1 milione di dollari dal settembre 1970.
  - 289 giocatrici hanno guadagnato almeno 2 milioni di dollari dal settembre 1970.
  - 140 giocatrici hanno guadagnato almeno 5 milioni di dollari dal settembre 1970.
  - 64 giocatrici hanno guadagnato almeno 10 milioni di dollari dal settembre 1970.
  - 33 giocatrici hanno guadagnato almeno 15 milioni di dollari dal settembre 1970.
  - 22 giocatrici hanno guadagnato almeno 20 milioni di dollari dal settembre 1970.
  - 11 giocatrici hanno guadagnato almeno 25 milioni di dollari dal settembre 1970.
  - 8 giocatrici hanno guadagnato almeno 30 milioni di dollari dal settembre 1970.
  - 7 giocatrici hanno guadagnato almeno 35 milioni di dollari dal settembre 1970.
  - 3 giocatrici hanno guadagnato almeno 40 milioni di dollari dal settembre 1970.
  - 1 giocatrice ha guadagnato almeno 85 milioni di dollari dal settembre 1970.